# Monasterolo di Savigliano
Monasterolo di Savigliano (piemontiul: Monastireu) település Olaszországban, Piemont régióban, Cuneo megyében. Lakosainak száma 1330 fő (2023. január 1.). Monasterolo di Savigliano Cavallermaggiore, Ruffia, Savigliano és Scarnafigi községekkel határos.

## Népesség
A település lakossága az elmúlt években az alábbi módon változott:

| 2021 | 1 335 |
| 2023 | 1 330 |